# Kvinnornas beredskapsförbund

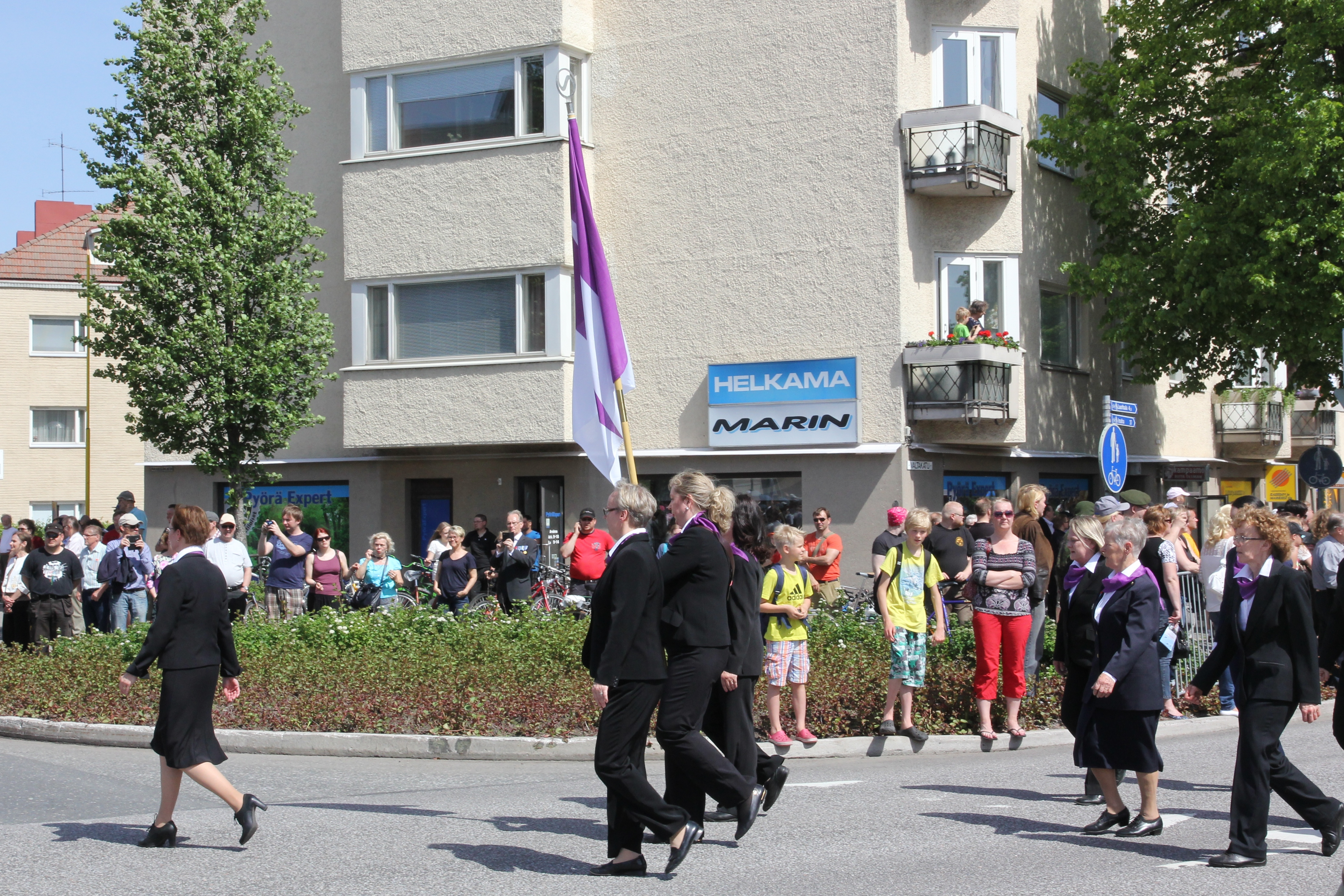
Kvinnornas beredskapsförbund paraderar i Villmanstrand 2014.

Kvinnornas beredskapsförbund (finska: Naisten valmiusliitto) är en organisation som grundades 1997 Helsingfors i syfte att främja finländska kvinnors möjligheter att delta i det frivilliga försvarsarbetet. 
Målet är att genom individuell utbildning förbereda hem och samhälle för eventuella undantagsförhållanden och på detta sätt ge befolkningen förmåga att klara sig genom vardagens katastrofsituationer. Utbildningen i exempelvis första hjälpen, transport, mentalt stöd och terrängfärdigheter ges på Försvarsutbildning rf:s kurser och övningar. Förbundet samarbetar med räddningsmyndigheterna och föreningar som bedriver försvars- och räddningsverksamhet. 
I Kvinnornas beredskapsförbund är bland annat marthaförbunden, Soldathemsförbundet, Lottatraditionsförbundet i Finland och Försvarsorganisationen för Finlands kvinnor rf medlemmar. Det totala medlemsantalet uppgick 2007 till omkring 200 000.